# Понде, Кристиан
Кристиан Иоан Понде (порт. Cristian Ioan Ponde; 26 января 1995, Копалник-Мэнэнштур, Марамуреш, Румыния) — португальский футболист, нападающий клуба «Маритиму.

## Биография
Родился 26 января 1995 года в Румынии. В возрасте 9 лет переехал с родителями в Португалию, где начал заниматься футболом в клубе «Ольяненсе». В 2005 году перешёл в академию лиссабонского «Спортинга». 
На профессиональном уровне дебютировал в составе фарм-клуба «Спортинга» 24 февраля 2013 года в матче второй португальской лиги против «Фреамунде». 21 января 2015 года игрок дебютировал за основной состав «Спортинга», выйдя на замену на 89-й минуте в матче Кубка португальской лиги против «Белененсиш». Сезон 2016/2017 провёл в аренде в «Спортинг Ковильян».